# Ambre (roman)
Pour le roman de Maxime Chattam, voir Ambre (roman, 2018).
Pour le film, voir Ambre (film).
Pour les articles homonymes, voir Ambre (homonymie).
Ambre (titre original : Forever Amber) est un roman historique de Kathleen Winsor paru en 1944. 

## Présentation
Avant le film d'Otto Preminger, paraît d'abord le roman dont le film est adapté : en 1944 aux États-Unis et en 1946 en France. Ambre, le best-seller de ces années-là, appartient au genre du roman historique. Kathleen Winsor raconte l'épopée d'une jeune campagnarde devenue courtisane avec, en toile de fond, l'Angleterre des années 1660 et le règne de Charles II, expliqués et racontés sous le mode d'un picaresque qui n'est pas sans rappeler Alexandre Dumas. Ambre évoque également Heurs et malheurs de la fameuse Moll Flanders de Daniel Defoe.
Le titre du roman fait référence à la couleur des yeux de l’héroïne, Ambre.

## Résumé
Ambre est une paysanne, mais de naissance noble. Elle est née en 1644, pendant la guerre civile entre les partisans du roi Charles Ier et les parlementaires, alors que sa mère s'était réfugiée chez une famille rurale. Sa mère meurt en la mettant au monde et Ambre est adoptée par des roturiers.
Seize ans après, le passage de Lord Carlton dans son village bouleverse sa vie : elle part avec lui à Londres et entame sa nouvelle vie. Dite « de basse extraction », Ambre entreprend dans la capitale une lente ascension pour reconquérir les titres et l'argent auxquels elle aurait droit en vertu de sa naissance noble qu'elle ignorera d'ailleurs toujours.
Parallèlement à cette pénible ascension, pour laquelle Ambre use de sa beauté et de sa finesse d'esprit, seules armes qu'elle possède, le récit évoque le retour sur le trône et la vie de Charles II et son entourage. La documentation et l'érudition de l'auteur sur cette époque de la Restauration permet d'y joindre la quête d'Ambre quand l'héroïne, devenu la maîtresse de Charles II, vient vivre à la cour. Mais elle reste toujours amoureuse de Lord Carlton, avec lequel elle a eu un fils, Bruce, puis une fille, Suzanne. Le couple se retrouve, se quitte, au fil des péripéties, et même lorsque Carlton s'installe en Virginie et épouse Corinne. Cette passion désespérée, déchirante, trouble la vie d'Ambre et l'empêche de jouir des privilèges qu'elle a conquis avec tant de difficultés.
Lord Carlton repart finalement pour l'Amérique en compagnie de Corinne. Des membres de la Cour, excédés par Ambre, lui font alors croire que Corinne est morte pendant le voyage. Aussi l'héroïne abandonne-t-elle tout et s'embarque pour la Virginie.

## Commentaires
Lors de sa publication en 1944, le roman est décrié pour sa description crue des rapports sexuels. Quatorze États américains interdisent l’œuvre, la jugeant pornographique. Le procureur général du Massachusetts cite comme exemple : 70 références à l'acte sexuel, 39 grossesses hors mariage, 7 avortements et « 10 descriptions de femmes se déshabillant devant des hommes ». L'autrice nie que son roman soit osé et dit qu'elle ne voyait pas quel était l'intérêt de décrire des scènes explicites : « Je n'ai écrit que deux passages sexuels, et mes éditeurs les ont tous deux supprimés et ont mis à la place des points de suspension. À cette époque, vous savez, on pouvait tout résoudre avec des points de suspension. »
Le livre est également interdit en Australie. Le sénateur Keane du Minister for Customs déclare : « Le Tout-Puissant n'a pas donné des yeux aux gens pour lire cette cochonnerie ».
Malgré son interdiction, Ambre devient le plus grand succès de librairie des années 1940. Cent mille exemplaires se vendent dès la première semaine, jusqu'à atteindre les trois millions. Ambre lance également la mode du prénom féminin Ambre, qui auparavant n'existait pas comme prénom.

## Éditions

### Édition originale en anglais
- 1944 : Forever Amber, New York, MacMillan Co.

### Principales éditions françaises
- 1946 : Ambre, Paris, Éditions du Pavois, traduit par Edith Vincent (1re édition en France)
- 1952 : Ambre, Paris, Le Livre de poche no 4, traduit par Edith Vincent
- 1962 : Ambre, Paris, Presses de la Cité, traduit par Edith Vincent
- 1994 : Ambre, Paris, Phébus, traduit par Edith Vincent,  (ISBN 2-85940-329-9) Première édition de la traduction revue et corrigée
- 1996 : Ambre, Paris, J'ai lu no 4293, traduit par Edith Vincent,  (ISBN 2-290-04293-5) (vol. 1),  (ISBN 2-290-04294-3) (vol. 2)
- 2009 : Ambre, Paris, Seuil, coll. Points no 2198, traduit par Edith Vincent,  (ISBN 978-2-7578-1425-3) (vol. 1),  (ISBN 978-2-7578-1426-0) (vol. 2)

## Adaptation
- 1947 : Ambre, film américain réalisé par Otto Preminger, d'après le roman éponyme, avec Linda Darnell, Cornel Wilde et Richard Greene